# Gonypetella atrocephala
Gonypetella atrocephala är en bönsyrseart som beskrevs av Max Beier 1930. Gonypetella atrocephala ingår i släktet Gonypetella och familjen Mantidae. Inga underarter finns listade i Catalogue of Life.